# Historisch kijkfeest (Sloten)
Het Historisch kijkfeest is een spektakel dat eens in de drie jaar wordt gehouden in de stad Sloten. Dit feest wordt georganiseerd door de stichting Historisch Sloten. Tijdens het feest wordt Sloten omgetoverd tot de stad die het vier eeuwen geleden was en wordt de aanval van de Spanjaarden uit 1588, met het in Sloten beruchte bierschip, nagespeeld. 

## Edities
| Editie | Datum       |
| ------ | ----------- |
| 1      | 1998        |
| 2      | 2001        |
| 3      | 2004        |
| 4      | 2007        |
| 5      | 5 juni 2010 |
| 6      | 1 juni 2013 |